# Pelteobagrus eupogon
Pelteobagrus eupogon är en fiskart som först beskrevs av George Albert Boulenger 1892.  Pelteobagrus eupogon ingår i släktet Pelteobagrus och familjen Bagridae. Inga underarter finns listade i Catalogue of Life.